# 米森巴赫
米森巴赫是奥地利下奥地利州维也纳新城城郊县的一个市镇。总面积34.13平方公里，总人口716人，人口密度21.0人/平方公里（2005年）。